# Fusil Hakim
Pour les articles homonymes, voir Hakim.
 (janvier 2019).
Le fusil militaire Hakim est la version égyptienne du Automatgevär m/42 suédois en calibre 8 mm Mauser. Il servit de base à la carabine Rashid.

## Présentation
Fabriqué sous licence suédoise par les arsenaux égyptiens, il est construit en bois et en acier usiné, il fonctionne par  emprunt de gaz, tir semi-automatique et verrouillage par culasse-béquille. 
Contrairement à son homologue suédois qui est chambré en 6,5 × 55 mm Mauser, le Hakim est chambré en 8 mm Mauser du fait qu'à cette époque, l'Égypte possédait un stock important de cette munition. Bien que son chargeur soit amovible, le Hakim était souvent conçu pour être rechargé principalement par clips-chargeurs avec le chargeur en place.

## Utilisation
Adopté par l'armée égyptienne sous le règne de Farouk Ier d'Égypte, il est ensuite remplacé par AK-47 dans les années 60. Il a servi lors de la Crise de Suez, et il a été en service dans la police égyptienne [Quand ?]pendant un long moment après sa fin de service au sein l'armée. L'Egypte de Nasser a fourni des fusils Hakim au Togo et au Yemen.

## Données numériques
Le Fusil de guerre
- Munition: 7,92 mm Mauser
- Longueur: 1216 mm
- Canon: 638 mm
- Masse du fusil vide: 4,75 kg
- Magasin: 10 cartouches

Le Fusil d'entraînement à air comprimé
- Fabricant : JG Anschultz ( Allemagne de l'Ouest)
- Munition: 4,5 mm
- Longueur: 1136 mm
- Canon: 483 mm
- Masse du fusil vide: 4,5 kg
- Magasin: 1 plomb type diabolo

## Sources
Les informations proposées dans cet article sont issues de la lecture des revues spécialisées suivantes :
- Cibles
- AMI/ArMI/Fire
- Gazette des armes
- Action Guns
- Raids

mais aussi les sites internet :
- modernfirearms.net (en langue anglaise)
- armeetpassion.com